# Straßenbahn Ljubljana
Die Straßenbahn Ljubljana war – ursprünglich als Straßenbahn Laibach – ein Nahverkehrsmittel der Landeshauptstadt des Kronlandes Krain, später der Landeshauptstadt von Slowenien innerhalb von Jugoslawien.

## Geschichte
Um 1900 lag die Stadt Laibach in Österreich-Ungarn und war Hauptstadt des Kronlandes Krain. Zu dieser Zeit war es in europäischen Städten üblich, elektrische Straßenbahnen in Betrieb zu nehmen. Auch Laibach folgte diesem Trend. Der damalige Bürgermeister Ivan Hribar setzte sich für dieses damals zeitgemäße Verkehrsmittel ein.
Die meterspurige Straßenbahn, an deren Bau auch der namhafte slowenische Bautechniker Franc Pavlin beteiligt war, wurde am  6. September 1901 eröffnet. Zu diesem Zeitpunkt lag allerdings noch keine Konzession vor. Diese wurde erst im folgenden Jahr erteilt. Die Laibacher Zeitung veröffentlichte am Eröffnungstag ein ganzseitiges  Inserat, das ausführlich über Fahrplan, Fahrpreise und Beförderungsbedingungen der Straßenbahn informierte. Redaktionelle Beiträge zur Straßenbahneröffnung wurden allerdings an diesem Tag nicht publiziert. Laut Fahrplan verkehrte die Straßenbahn zwischen 5:35 und 22:16 Uhr.
Im Zuge der 120. Kundmachung des Eisenbahnministeriums vom 10. Juni 1902 betreffend der Concessionierung von zwei mit elektrischer Kraft zu betreibenden schmalspurigen Kleinbahnlinien in Laibach wurde die Allgemeine Österreichische Kleinbahngesellschaft als Konzessionär eingesetzt. Obwohl die Straßenbahn zum Zeitpunkt der Kundmachung bereits in Betrieb war, wurde dem Konzessionär auferlegt, den Bau bis zum 10. Juni 1903 zu beginnen. Es wurden zwei Linien konzessioniert:

„1. Vom Südbahnhof durch die Wiener Straße über den Marienplatz und die Franzensbrücke zum Rathausplatze und von dort durch die Florianigasse und durch die Karlstädterstraße zum Bahnhofe der Unterkrainer Bahnen.
2. von der sub 1 genannten Linie am Rathausplatze abzweigend über den Domplatz und den Kaiser Josephsplatz durch die Polanastraße und die Peterstraße zum Garnisonspital“

Die Allgemeine Österreichische Kleinbahngesellschaft scheint im Katalog der Amtsbibliothek des Eisenbahnministeriums als Konzessionär auf und  ist auch in mehreren Jahrgängen von Adolph Lehmann’s allgemeiner Wohnungs-Anzeiger: nebst Handels- u. Gewerbe-Adressbuch für d. k.k. Reichshaupt- u. Residenzstadt gelistet, wird aber ansonsten in der Wirtschafts- und Verkehrsliteratur nicht erwähnt.
Bereits am Ende des Jahres 1901 hatten die Straßenbahnen 136 000 Kilometer zurückgelegt und ungefähr 330 000 Passagiere befördert.
1902 berichtete die Zeitschrift Der Bautechniker in ihrer Ausgabe vom 12. Februar, dass die k.k. Generalinspection der österreichischen Eisenbahnen die polizeilich-technische Prüfung beider Linien abgeschlossen habe und ein „provisorischer Betriebsconsens ertheilt“ worden sei. Abweichungen „von dem bereits genehmigten Projekte“ wurden nachträglich genehmigt.
1917, im Ersten Weltkrieg, gab die Straßenbahn Wien einige sehr alte Beiwagen nach Laibach ab, die zunächst von Normalspur auf Meterspur umgespurt werden mussten.
1929 wurde der Straßenbahnbetrieb in das neu gegründete Unternehmen Cestna električna železnica (ECŽ) übertragen. Die deutsche Übersetzung des Firmennamens lautet einfach Elektrische Straßenbahn.
In den 1930er Jahren beschaffte die ECŽ neue Fahrzeuge von der Waggonfabrik Slavonski Brod in Kroatien. 1935 wurde die meterspurige Straßenbahn Abbazia in Istrien stillgelegt - die Fahrzeuge gelangten nach Ljubljana.
Der letzte Tag des Straßenbahnbetriebes war der 20. Dezember 1958. In einer Abschiedszeremonie wurden als Ersatz 12 neue Autobusse in Betrieb genommen. Einige noch nutzbare Fahrzeuge wurden an die Straßenbahnbetriebe Osijek und Subotica abgegeben.

## Netz

### Das Straßenbahnnetz im Jahr 1905
| Linie | Strecke                                                  |
| ----- | -------------------------------------------------------- |
| 1     | Südbahnhof – Magistrat                                   |
| 2     | (Magistrat) Stadtplatz - Militärkrankenhaus              |
| 3     | Magistrat (Mestni trg) – Bahnhof der Unterkrainer Bahnen |

Gesamte Netzlänge: 5,22 Kilometer

### Das Straßenbahnnetz im Jahr 1940
| Linie | Strecke                                        |
| ----- | ---------------------------------------------- |
| 1     | Šentvid – Ajdovščina – Allgemeines Krankenhaus |
| 2     | Vič – Ajdovščina – Sveti Križ (Žale)           |
| 3     | Magistrat – Rakovnik                           |
| 4     | Hauptpostamt – Sveti Križ (Žale)               |

Gesamte Netzlänge: 21,4 Kilometer

## Ausblick
In der regionalen Politik tauchen immer wieder Überlegungen für den Bau eines neuen Straßenbahnsystems auf. Konkrete Entscheidungen wurden bisher aber nicht getroffen.

## Fahrzeuge
Die ersten Fahrzeuge stammten von der Grazer Waggonfabrik, Nachbeschaffungen wurden von Slavonski Brod geliefert. Einige Fahrzeuge wurden auch in der eigenen Werkstätte der Straßenbahn gefertigt.

## Galerie

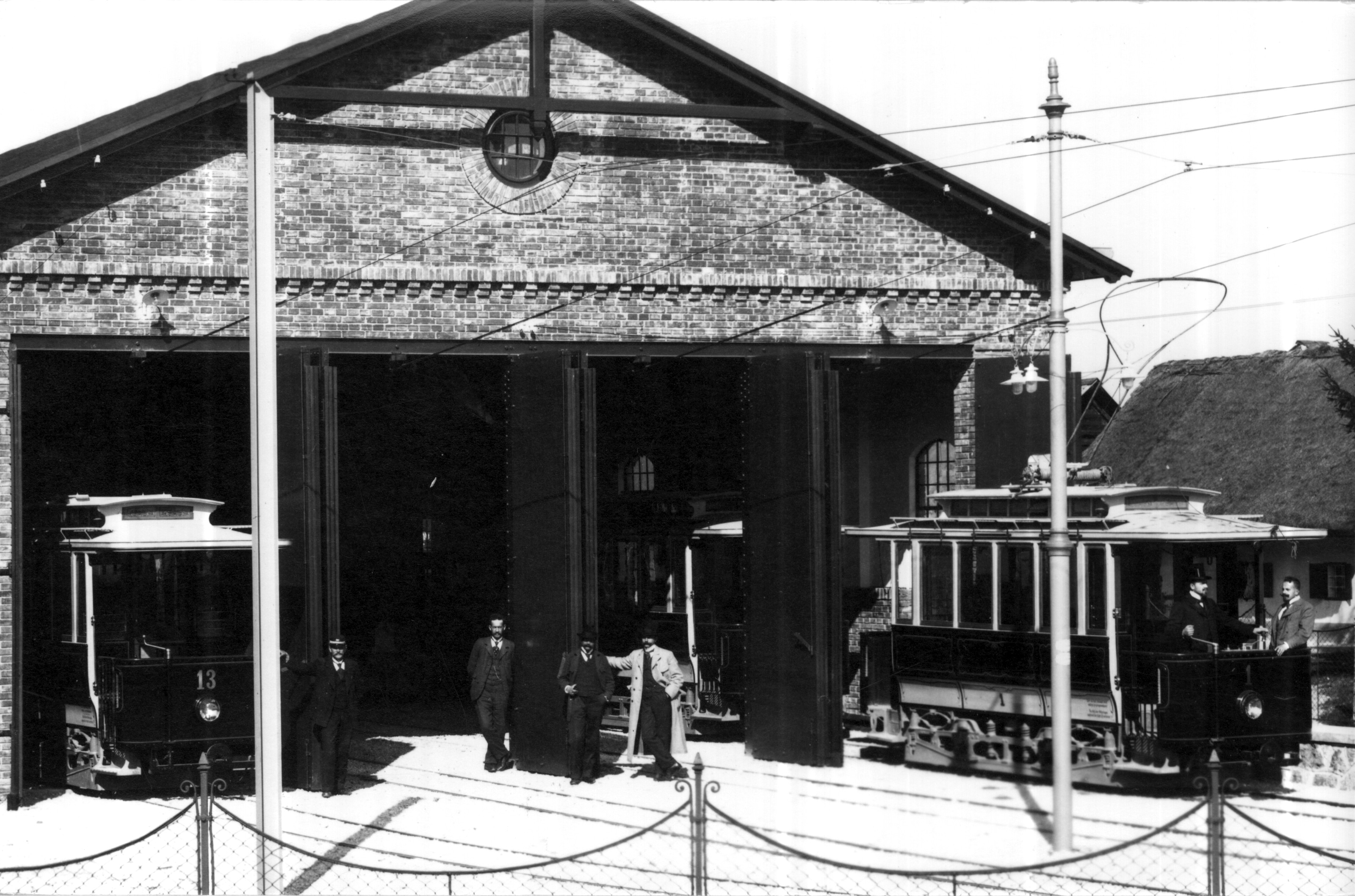
Remise um 1905, ganz links der jüngste und ganz rechts der älteste Triebwagen der Erstlieferung von 1901
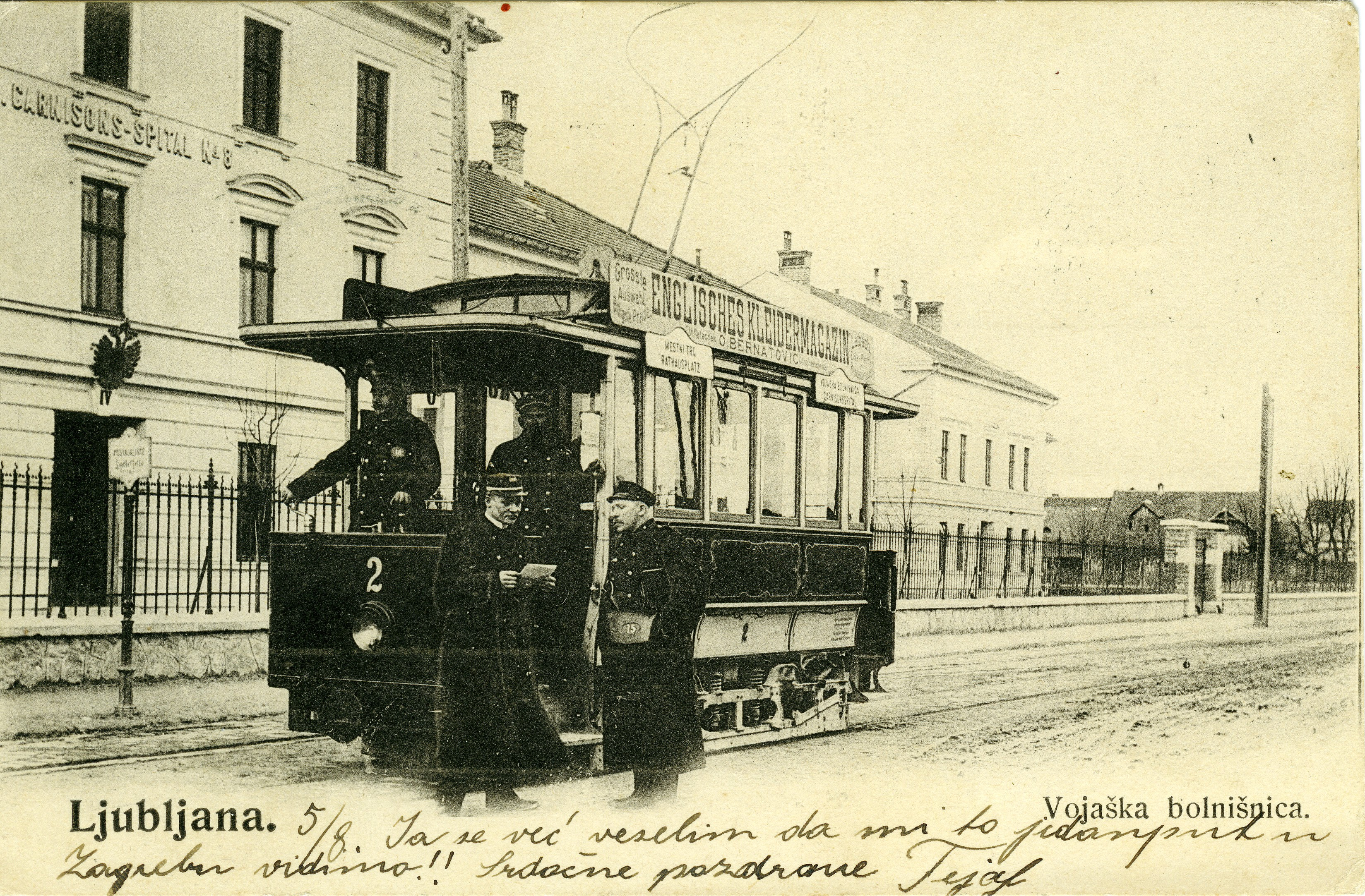
Zaloška cesta vor 1918, links das Garnisonspital. Der Triebwagen trägt Dachwerbung für das Englische Kleidermagazin von O. Bernatovic.
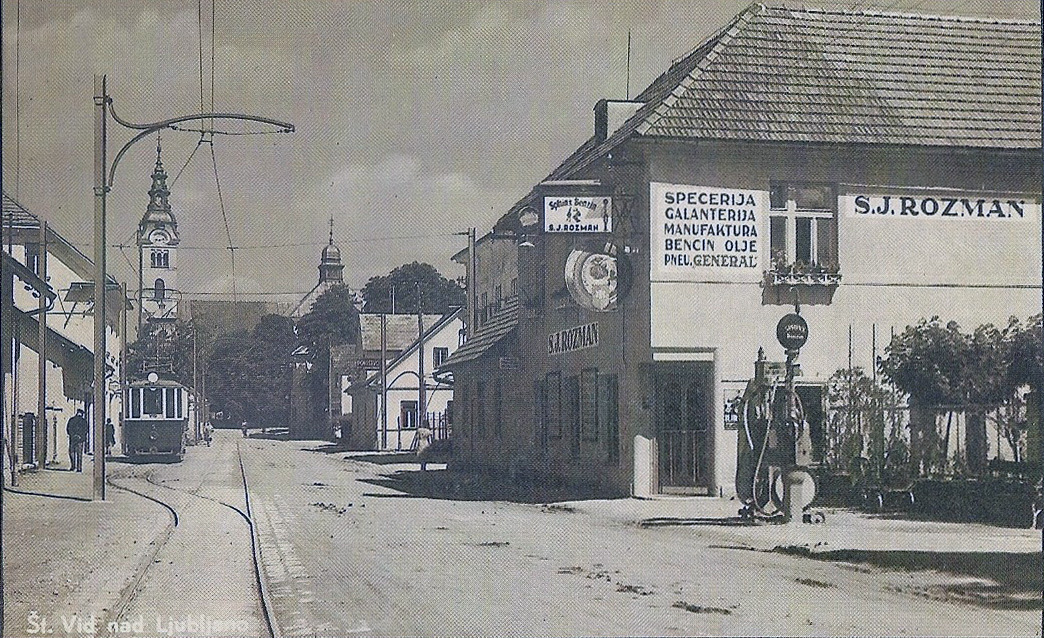
Straßenbahn im Stadtteil Šent Vid nad Ljubljano, 1920er Jahre
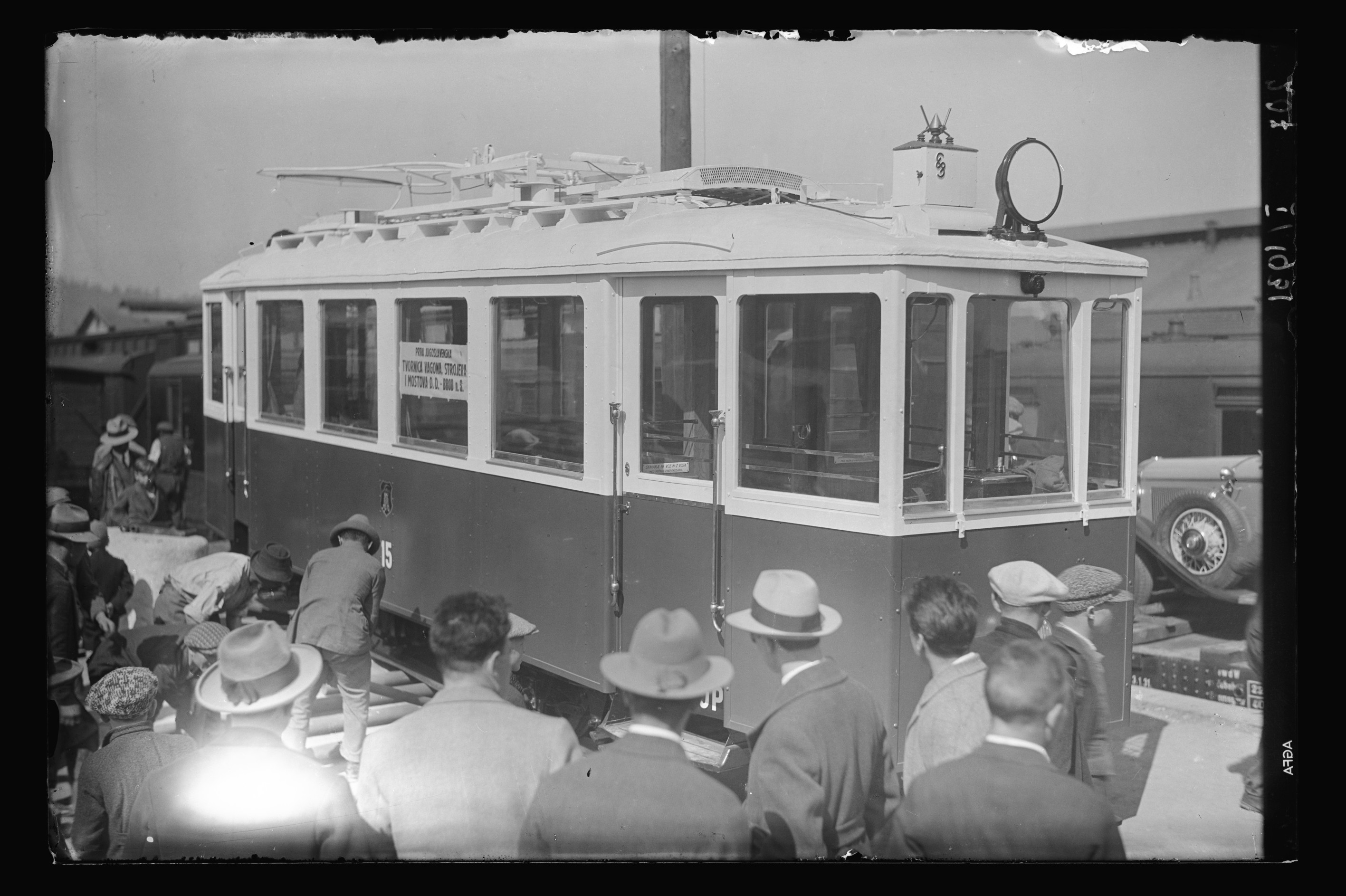
Triebwagen 15 bei der Anlieferung, um 1931
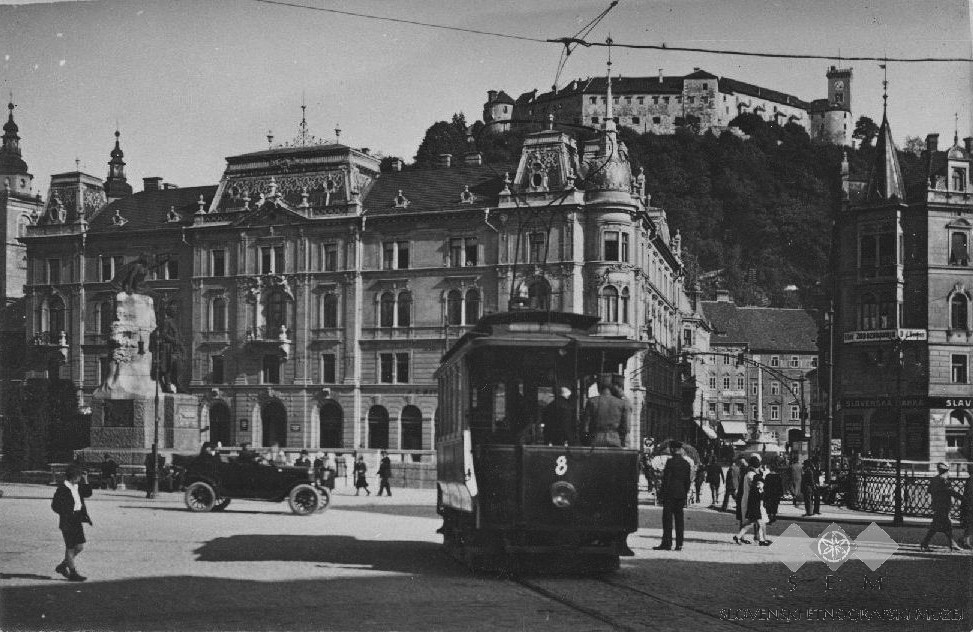
Prešeren-Platz, zwischen 1928 und 1947
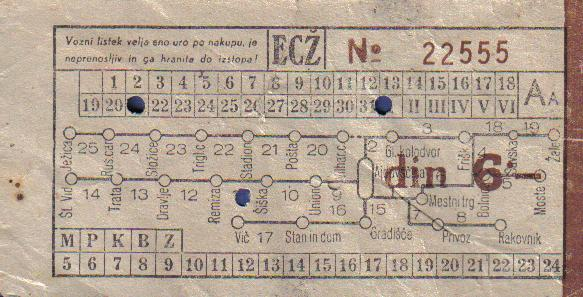
Nach 1929 ausgegebene Fahrkarte

## Rezeption

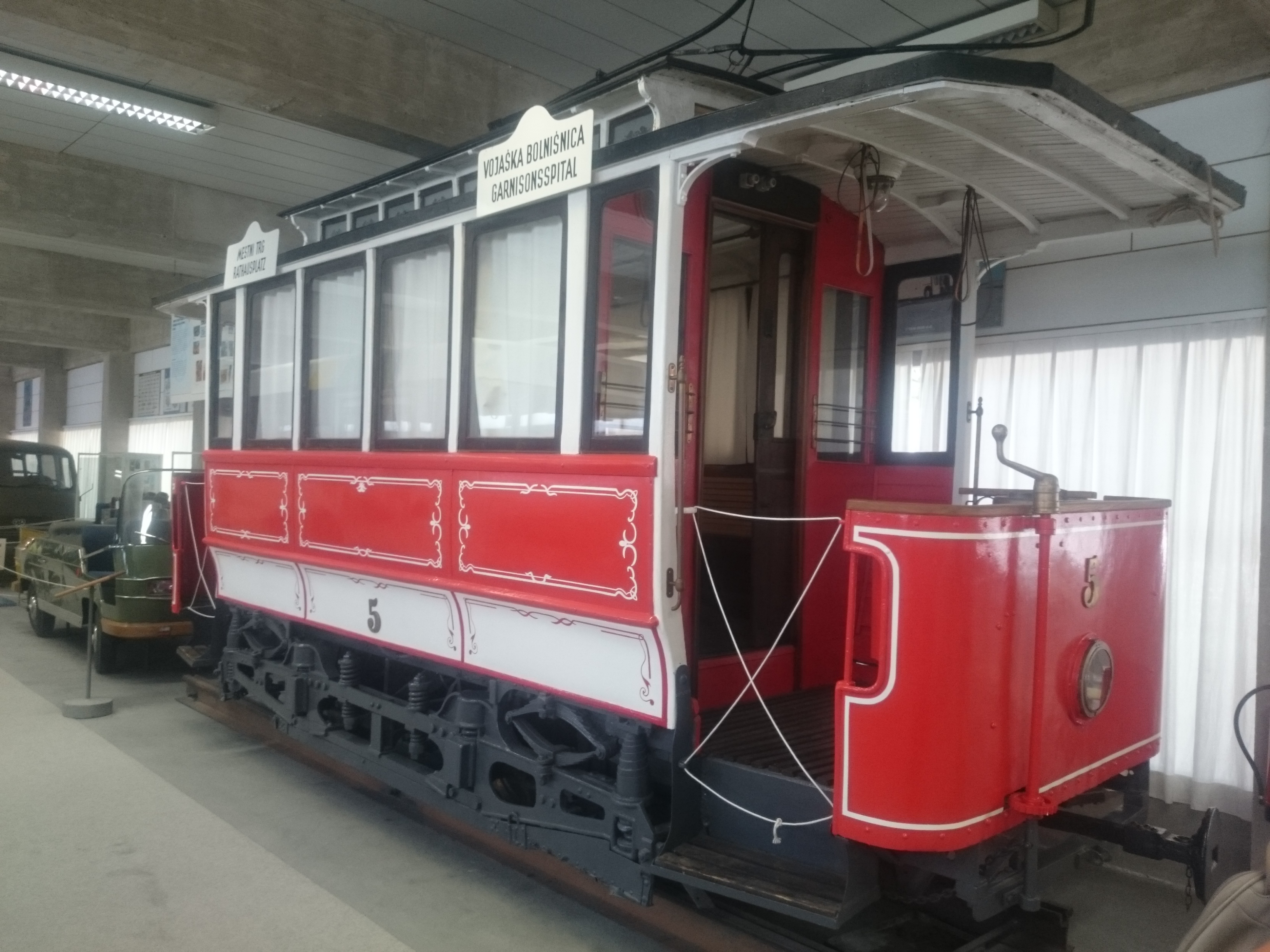
Restaurierter Triebwagen 5

Im Technischen Museum Sloweniens in Bistra wird der Triebwagen 5 aus dem Jahr 1901 aufbewahrt und gezeigt. An dessen Restaurierung war der slowenische Technikhistoriker Tadej Brate maßgeblich beteiligt. Eine Übersicht über alle erhaltenen Fahrzeuge der Straßenbahn Ljubljana ist bei Tramways.at dargestellt.
Sowohl in Slowenien als auch in Österreich wurden Briefmarken zur Straßenbahn Ljubljana aufgelegt.